# Protopapa
Protopapa (in greco antico Πρωτόπαππας Protopapàs) è un titolo delle chiese orientali (cattoliche e ortodosse). Il suo significato è quello di "primo padre", "primo prete" (Παππάς o Πάππας, papàs / papàdhes è il termine consueto per indicare i sacerdoti nei riti cristiano orientali), e corrisponde quindi ad "arciprete". È anche la denominazione di colui che è preposto ad una comunità religiosa, o una chiesa parrocchiale. Il protopapa nella chiesa di S. Sofia di Costantinopoli godeva di un tale prestigio che nelle funzioni ecclesiastiche occupava il primo posto dopo il patriarca, essendo capo del tribunale ecclesiastico, ed era chiamato Magnus Protopapas. 
Anche l'imperatore bizantino aveva, nella sua cappella un protopapa, che presiedeva al clero patriarcale e al clero palatino.
Il titolo di protopapa viene utilizzato nelle chiese cattoliche di rito greco così come in quelle ortodosse orientali; in Italia sopravvive nella Chiesa cattolica italo-albanese. 
Nelle regioni d'Italia dove è vivo il rito bizantino, il titolo di Protopapa è tradizionalmente conferito ai titolari di un ufficio - solitamente parrocchiale - storicamente legato alla comunità italo-albanese di rito bizantino. In alcuni casi, pur avendo dismesso da lunghi secoli il rito orientale in adozione del rito latino, per tradizione si è mantenuto questo titolo. Tra i tanti fra questi, si può ricordare il titolo di Protopapa legato all'ufficio di parroco della chiesa protopapale di Santa Maria della Cattolica dei Greci in Reggio Calabria: il Protopapa della Cattolica dei Greci è stato fino al XIX secolo il "capo" del rito greco, al punto che questa chiesa è stata - fino al 1818 - la concattedrale della Arcidiocesi di Reggio Calabria-Bova. 